# Liste de brasseries du Nord-Pas-de-Calais

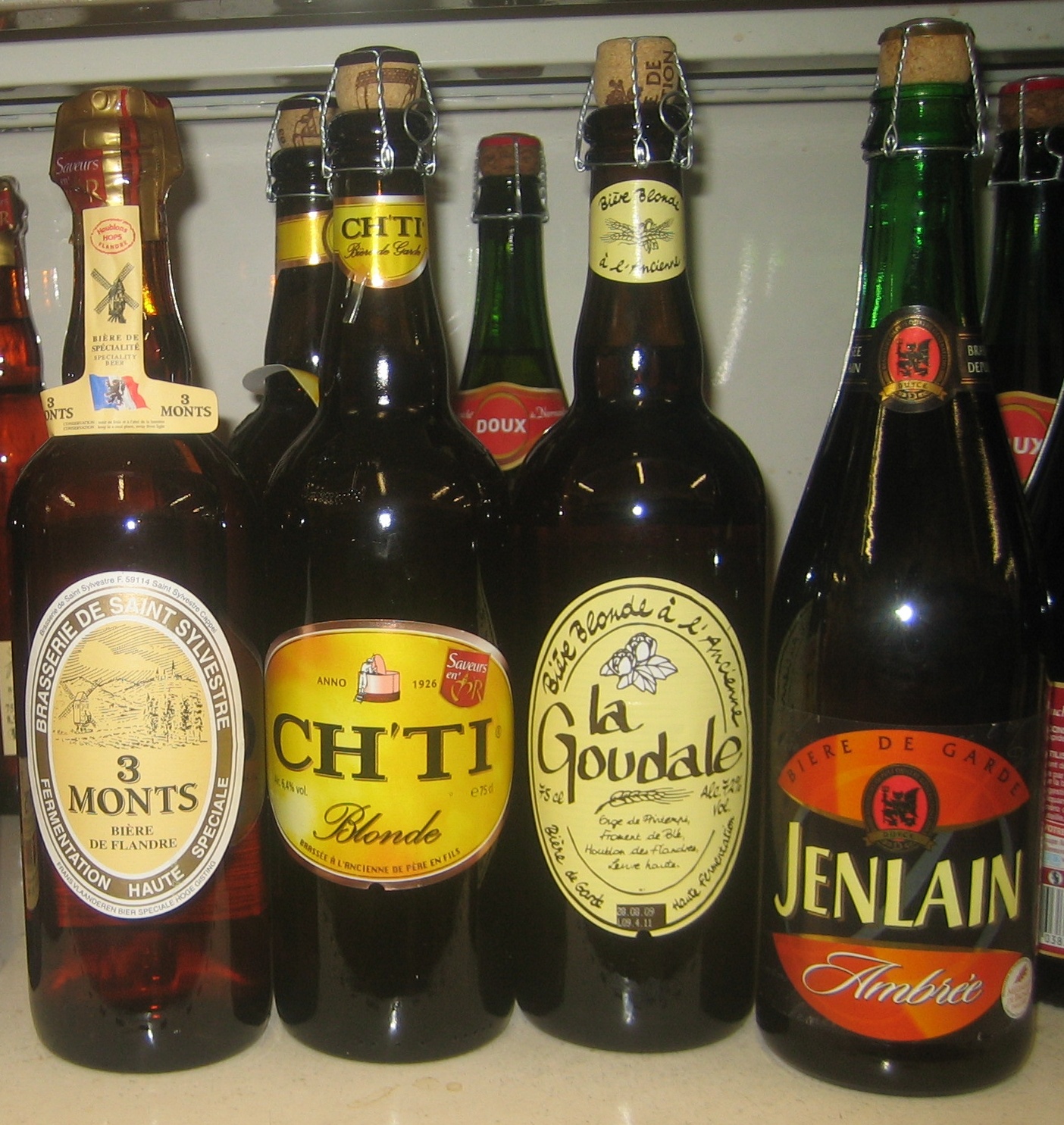
Bières 3 Monts, Ch'ti, la Goudale et Jenlain.

Bière Ambre des Flandres.

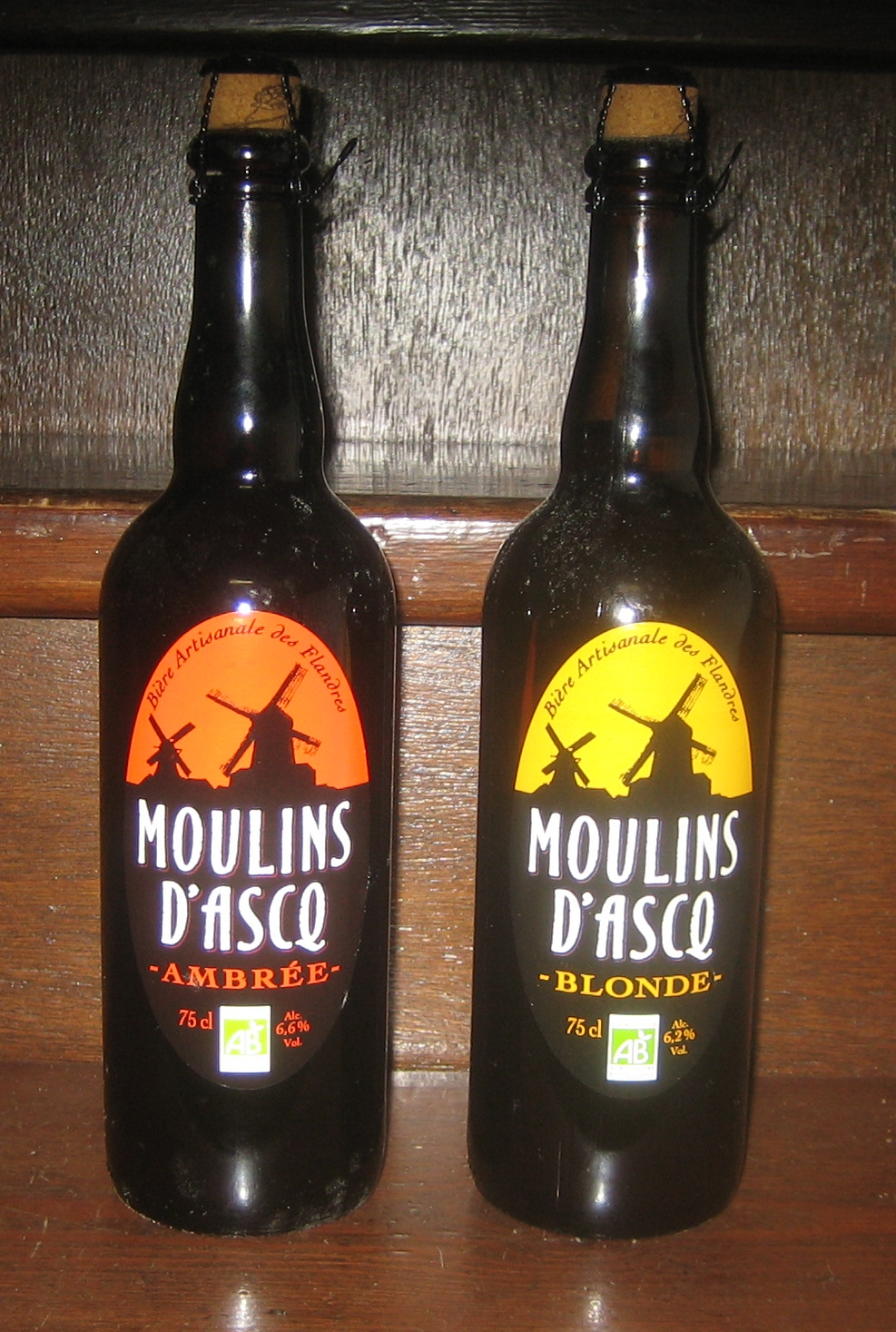
Bières Moulins d'Ascq.

Le Nord et le Pas-de-Calais sont deux départements brassicoles de France après l'Alsace. Dans le premier quart du XXIe siècle, la région Hauts-de-France compte trois brasseries industrielles, la brasserie Duyck (qui brasse la bière Jenlain), la brasserie du Pélican (groupe Heineken) et la brasserie de Saint-Omer, ainsi que de nombreuses brasseries artisanales et microbrasseries.

## Anciennes brasseries du département du Nord
Le Nord a connu dans son histoire de nombreuses brasseries et différentes marques de bière. Il existait parfois plusieurs brasseries dans la même ville, dont la majorité date des XIXe et XXe siècles.
Le terme brasserie est recensé à 298 reprises au titre de l'inventaire général du patrimoine culturel .

### Répertoriées à l'inventaire général du patrimoine culturel
- Amfroipret : Brasserie malterie Carlier puis Carlier Stordeur
- Annœullin : Brasserie Maille, puis Lepers
- Anor :  Brasserie, malterie dite Brasserie-malterie Martin, puis Hotte Martin, puis Warocquier et Cie
- Armbouts-Cappel : Brasserie Dupond
- Armentières : Brasserie de l'hôpital psychiatrique
- Armentières : Brasserie Motte-Cordonnier
- Aulnoye-Aymeries : Brasserie Carpentier
- Avesnelles : Brasserie, malterie dite Brasserie-malterie Staincq
- Avesnes-les-Aubert :  Brasserie, malterie dite Brasserie-malterie l'Union, puis malterie Chevalier Martin, puis malteries franco-belges
- Avesnes-les-Aubert : Brasserie Cannone Fontaine
- Avesnes-sur-Helpe : Brasserie, malterie dite Brasserie-malterie Hazard Paul, puis Hazard et Cie
- Avesnes-sur-Helpe : Brasserie, malterie dite Brasserie-malterie Herbecq, puis abattoir Union paysanne Ogan Viande
- Bailleul : Brasserie Hopsomer
- Baisieux : Brasserie Duquennoy appelé aussi Saint-Calixte
- Bavay : Brasserie Theillier (XVIIIe siècle)
- Bergues : Brasserie, malterie dite Brasserie-malterie Godderis
- Bergues : Brasserie, malterie dite Brasserie-malterie Waels, puis Dewulf, puis Meesemaecker Dewulf, puis Meesemaecker et Cie
- Bergues : malterie Beirnaert, puis malterie coopérative des brasseurs du Nord
- Bierne : filature, malterie dite filature Mathias et Cie ; puis malterie Beirnaert, puis malterie coopérative des brasseurs du Nord
- Boeschepe : Brasserie Decanter, puis Delplace Seize, puis Delplace-Cockempot
- Boëseghem : Brasserie malterie Montreuil puis Verlyck Bart puis Verlyck Goeusse
- Bollezeele : Brasserie Vandenbilcke
- Bourbourg : Brasserie malterie Masselis Dierikx et Lheureux. Brasserie malterie Charlemaigne Devos puis Charlemaigne Vanhaecke
- Cambrai  : Brasserie Saint Georges

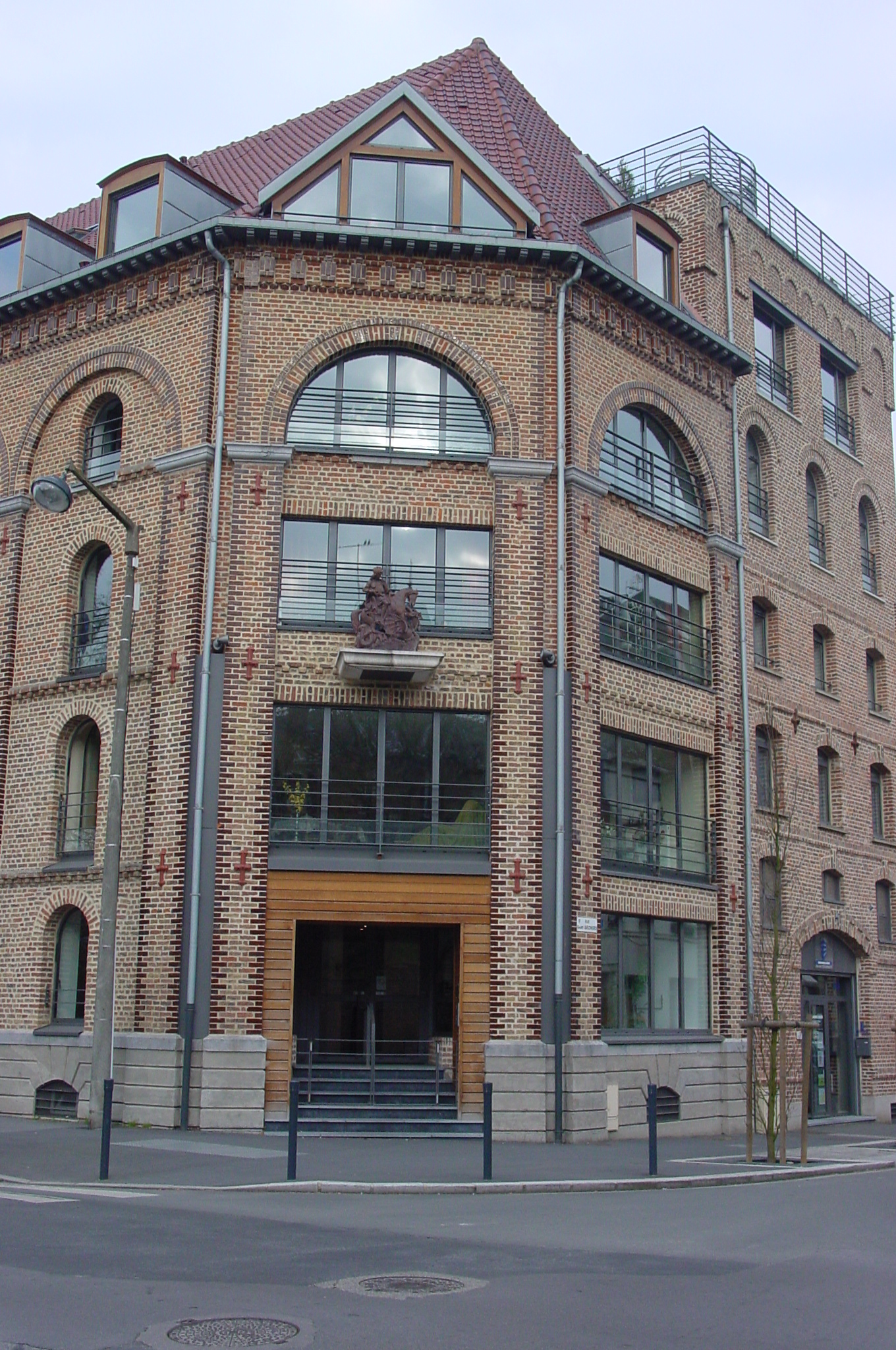
Brasserie Saint-Georges à Cambrai.

- Camphin-en-Carembault : Brasserie DePlus
- Cappelle-en-Pévèle : Brasserie Lotte ou Brasserie du Noir debout puis brasserie Poutrain Lotte
- Cassel : Brasserie malterie Clyty puis Everaere puis Everaere Caulier. Brasserie Casselloise[1]. Brasserie Decool
- Coudekerque-Branche : Brasserie Boudenoot
- Croix : Brasserie coopérative de Croix (Brasserie Cambier)
- Cysoing :Brasserie Demons Deroy puis Stien  Brasserie coopérative de l’Union au 51 rue Jean-Baptiste Lebas
- Douai : Brasserie dite Grande Brasserie coopérative des Enfants de Gayant, puis Brasseurs de Gayant, déménagée à Arques en 2017 pour devenir la brasserie Goudale[2]
- Douai : Brasserie Treffous, puis Masclet, puis Boisseau
- Douai : Brasserie, malterie dite Brasserie-malterie Lalart et Marronnier
- Douai : Brasserie, malterie dite Brasserie-malterie Lespagnol Lambelin
- Douchy-les-mines : Brasserie malterie Coulon puis Coulon Lacroix Mascaut
- Dunkerque : Rosendaël : Brasserie malterie Meurisse
- Eecke : Brasserie Degroote puis Quétu Degroote et la Brasserie St Arnould créée en 1910 par Elie et Germaine et Elie Vangraefschepe puis  après la mort d'Elie dans les tranchées en 1917 , Germaine et Félix Blanquart puis Jean Dieusaert
- Esquelbecq : Brasserie Désiré Belle puis Poidevin
- Estaires : Brasserie Bourel, puis Bourel Lepers
- Estaires : Brasserie, malterie dite Brasserie Salomé, puis Georges Torck, puis Étienne Torck
- Felleries : Brasserie, malterie dite Brasserie-malterie Sirot, puis Brasserie-malterie coopérative des Trois Cantons
- Felleries : Brasserie malterie Danhiez
- Férin : Brasserie, malterie dite Brasserie-malterie Descamps Froissart, puis Calonne, puis Bellenguez
- Flines-lez-Raches : Brasserie, malterie dite Brasserie-malterie Lespagnol
- Fourmies : Brasserie Poulain, puis Poulain Jonequin et Cie, puis Poulain
- Glageon : Brasserie, malterie dite Brasserie-malterie Bernard Lemaire, puis Bernard Champagne, puis Bernard
- Gœulzin : Brasserie Broquet Dubois puis Broquet frères
- Gondecourt.: Les Caves De La Broye (Brasserie Lehoucq)
- Gommegnies : Brasserie Brasseur Frères
- Gommegnies : Brasserie Colot
- Halluin : Brasserie Demeestere Bert
- Halluin : Brasserie Olivier, puis Duverdun, puis Beyls
- Halluin : Brasserie, usine d'eaux gazeuses dite Brasserie Joseph Beylemans, puis Beylemans frères ; puis usine d'eaux gazeuses Eugénie Beylemans
- Hautmont : bâtiment conventuel, puis Brasserie-malterie de la Sambre
- Hazebrouck : Brasserie De Clerck
- Houdain-lez-Bavay : Brasserie, malterie dite Brasserie-malterie Carlot
- Jenlain : ferme, Brasserie dite Brasserie Duyck
- La Gorgue : Brasserie Flipo Louis, puis Flipo Delmotte
- La Longueville : Brasserie Lecq
- Lallaing : Brasserie, malterie dite Brasserie Dufour Dumont, puis Dufour Delhaye
- Landrecies : Brasserie Marie, puis Gillet Marie, puis Gillet Baré
- Lannoy : Brasserie Deplechin Bolle puis Deplechin Verstraeten
- Le Quesnoy : Brasserie Maret, puis Dugimont Longuépée, puis Lefevre Dupire
- Leval (Nord) : Brasserie Dubreux
- Lille : Brasserie, malterie dite Brasserie-malterie Desprets Lengagne, puis Delahaye
- Lille : Brasserie Delesalle Lemaître puis Watine et Cie puis Fauvarque
- Lille, Saint-Maurice-des-Champs : Brasserie de la Louvière puis brasserie des frères Maes, puis brasserie Maes
- Loon-Plage : ferme, Brasserie, malterie dite Brasserie-malterie ferme Bous Serlooten ; puis Brasserie-malterie Bous Willoquet, puis Bous, puis Bous Ricour
- Louvroil : Brasserie, malterie dite Brasserie-malterie des Buttes
- Mairieux : Brasserie, malterie dite Brasserie-malterie Legrand, puis Pringalle Wagnon, puis Pringalle
- Marchiennes : Brasserie Dufour

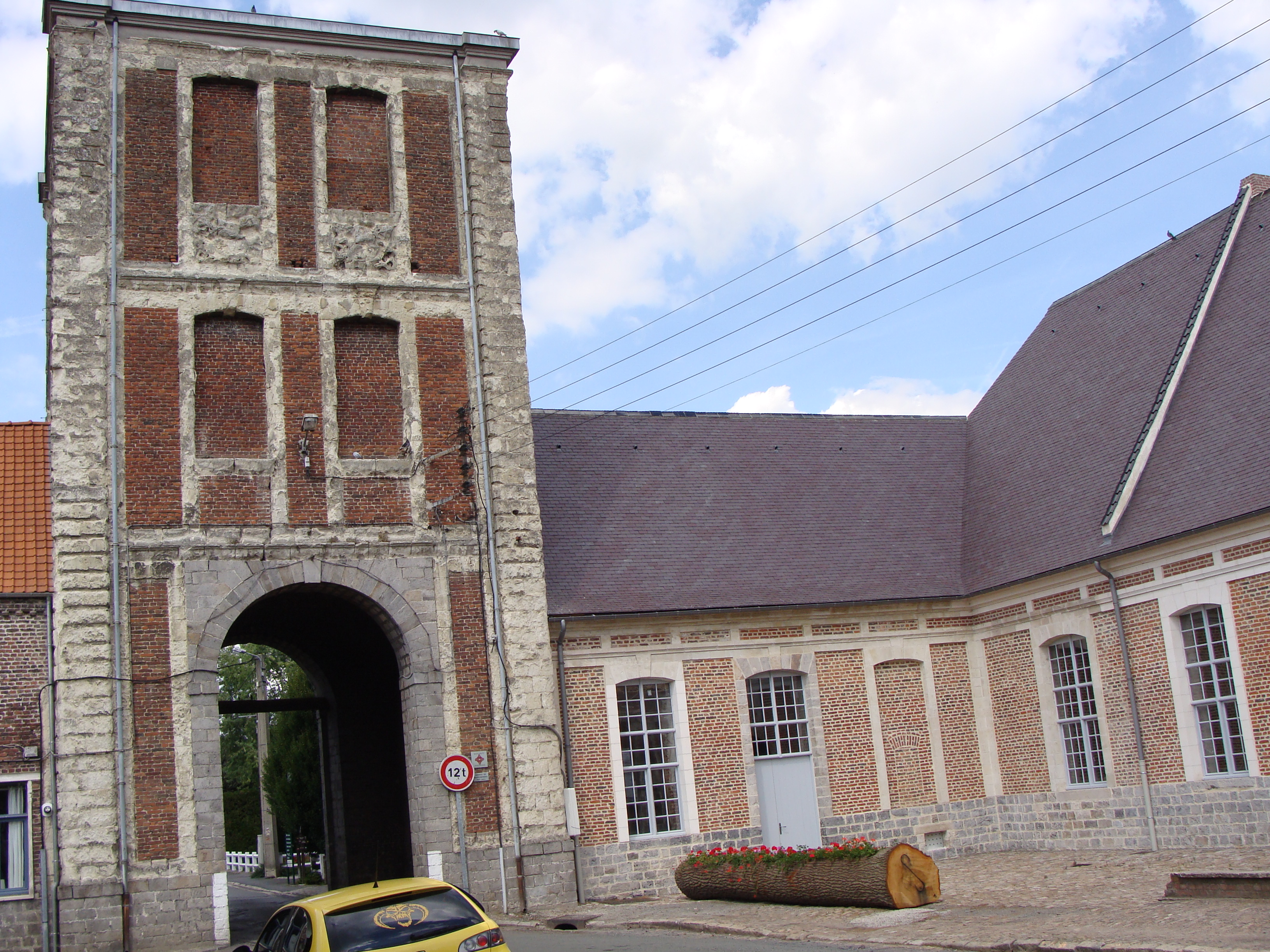
Brasserie Dufour à Marchiennes.

- Maresches : Brasserie malterie Carette
- Maretz : Brasserie Union des brasseurs de Maretz et environs
- Marquette-lez-Lille : Brasserie Fiévet (XVIIIe siècle)

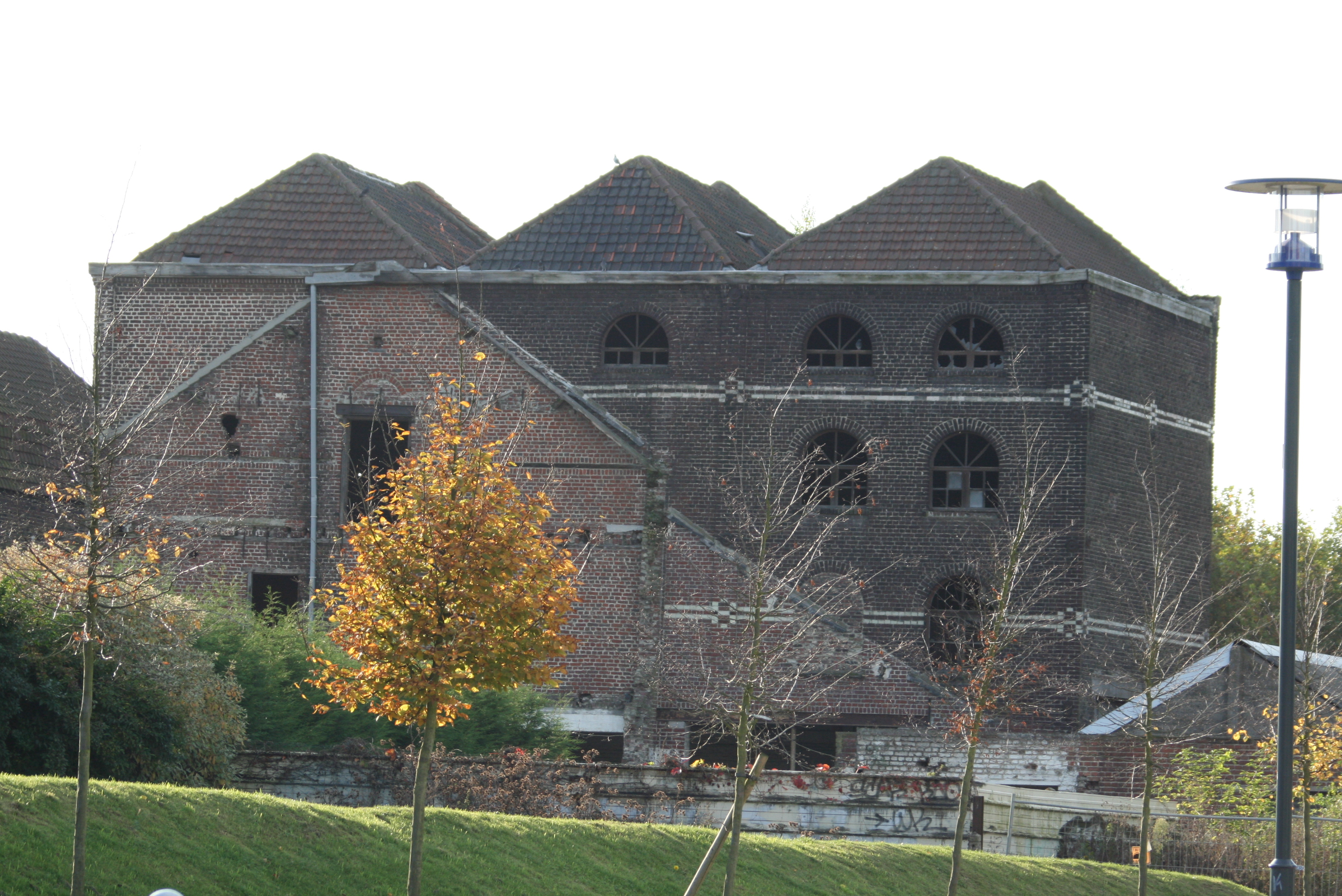
Brasserie Fiévet à Marquette-lez-Lille.

- Marquette-lez-Lille : distillerie, malterie dite distillerie Lesaffre-Roussel et Bonduelle-Dalle, puis Grandes malteries modernes
- Maubeuge : Brasserie, malterie dite Brasserie-malterie Brasseries réunies de Maubeuge et environs
- Maubeuge : Brasserie malterie coopérative des faubourgs de Maubeuge
- Merville : Brasserie Ducroquet Marsy
- Méteren : Brasserie, malterie dite Brasserie-malterie De Swarte
- Monceau-Saint-Waast : ferme, Brasserie dite Brasserie Descamps, puis Brasserie de Monceau-Saint-Waast
- Nieppe : Brasserie Deberdt
- Orchies : Brasserie Bocquet
- Orchies : Brasserie, malterie dite Brasserie Waymel
- Phalempin : Brasserie, malterie dite Brasserie-malterie Desmazières
- Pitgam : ferme, Brasserie dite Brasserie Lefever
- Poix-du-Nord : Brasserie Williot, puis Laisné, puis Milhen
- Poix-du-Nord : Brasserie, malterie dite Brasserie-malterie Lebrun, puis Lebrun Bourlet, puis Lebrun Carpentier
- Pont-sur-Sambre : Brasserie malterie Delmarle. Brasserie malterie Émile Blanchard puis Derombise Joly puis Derombise sœurs
- Préseau : Brasserie malterie Carpentier puis Carpentier Boyenval
- Prisches : Brasserie Béthune, puis Béthune Boda
- Provin : Brasserie Laignel
- Quaëdypre : Brasserie, malterie dite Brasserie-malterie Christiaens
- Quesnoy-sur-Deûle : Brasserie Lepercq Villers
- Quiévy : Brasserie, malterie dite Brasserie-malterie Dehaussy
- Râches : Brasserie, malterie dite Brasserie-malterie Lespagnol Louis et Frères, puis Grande Brasserie malterie de Râches.
- Rexpoëde : Brasserie malterie Vandaele puis Lesage et brasserie Verhielle Daverdhondt puis Vanpoperinghe
- Rieulay : Brasserie, malterie dite Brasserie-malterie Descloquemant Vandehuchten
- Ronchin : Brasserie Vandamme, puis Desruelles Theeten, puis Jeanne d'Arc S. A.
- Roncq : Brasserie Lannoy Dupont
- Roncq : Brasserie, malterie, usine de boissons non alcoolisées dite Brasserie-malterie Vienne, puis Cuisinier, puis Ghestem, puis Leys Verschave, puis Leys Catteau ; usine de boissons non alcoolisées Leys Catteau
- Roost-Warendin : Brasserie, malterie dite Brasserie-malterie Caudrelier, puis Brasserie-malterie coopérative Saint-Martin

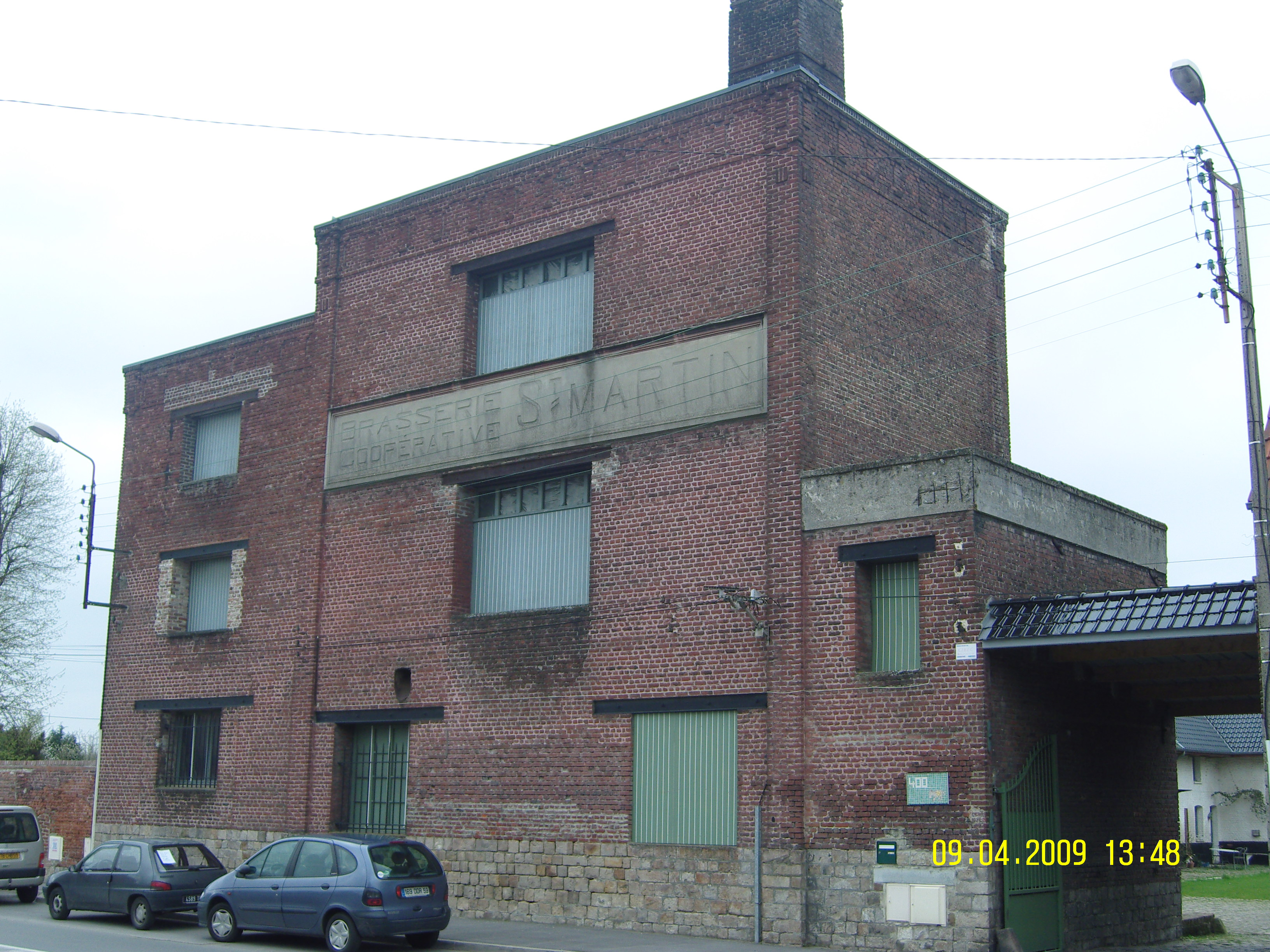
Brasserie-malterie coopérative Saint-Martin à Roost-Warendin.

- Roubaix : Brasserie, malterie dite Brasserie-malterie Bossut frères
- Roubaix : Brasserie, malterie dite Brasserie-malterie de l'Union, puis Grande Brasserie moderne.
- Roubaix : Brasserie Salembier Lesne puis Salembier père et fils dite brasserie du Beaurepaire
- Roubaix : Brasserie Terken
- Sains-du-Nord : Brasserie, malterie dite Brasserie-malterie Happe
- Saint-Amand-les-Eaux : Brasserie Bouchart

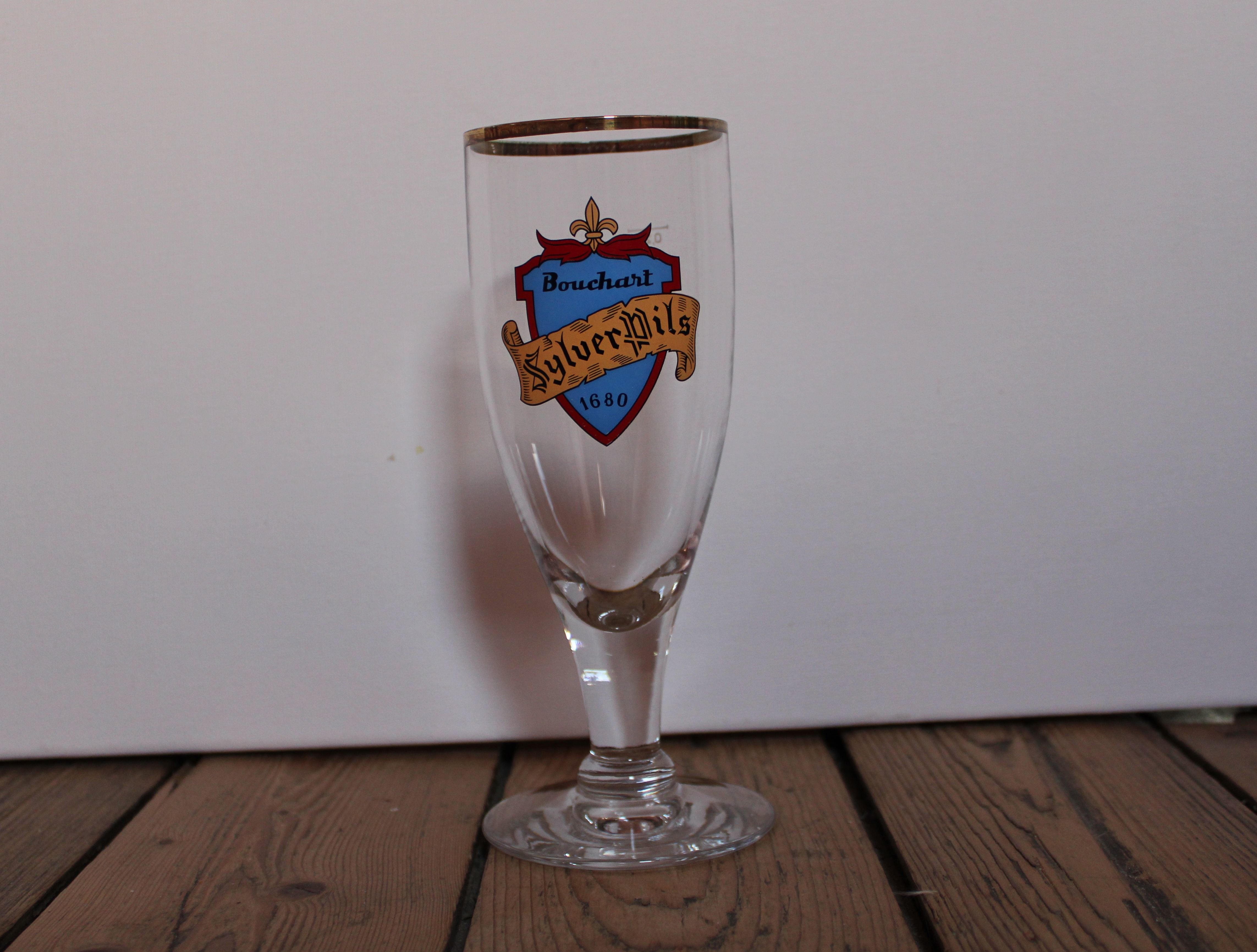
Vieux verre à bière de la brasserie Bouchart de Saint-Amand-les-Eaux.

- Saint-André : Brasserie, malterie dite Brasserie-malterie Guérin frères
- Saint-André : malterie Boucquey, puis Cargill S. A.
- Saint-Aubert :  Brasserie, malterie, tissage dite Brasserie-malterie Soyez, puis Wallez
- Saint-Souplet :Brasserie malterie Macaigne puis Macaigne Lalaux puis Macaigne Gosset puis Breucq Macaigne
- Saint-Sylvestre-Cappel : Brasserie Cordonnier, puis Devrière, puis Dehaene, puis Bacquaert, puis Ricour, puis Trois-Monts (XVIIIe siècle)
- Seclin : Brasserie Lepoivre

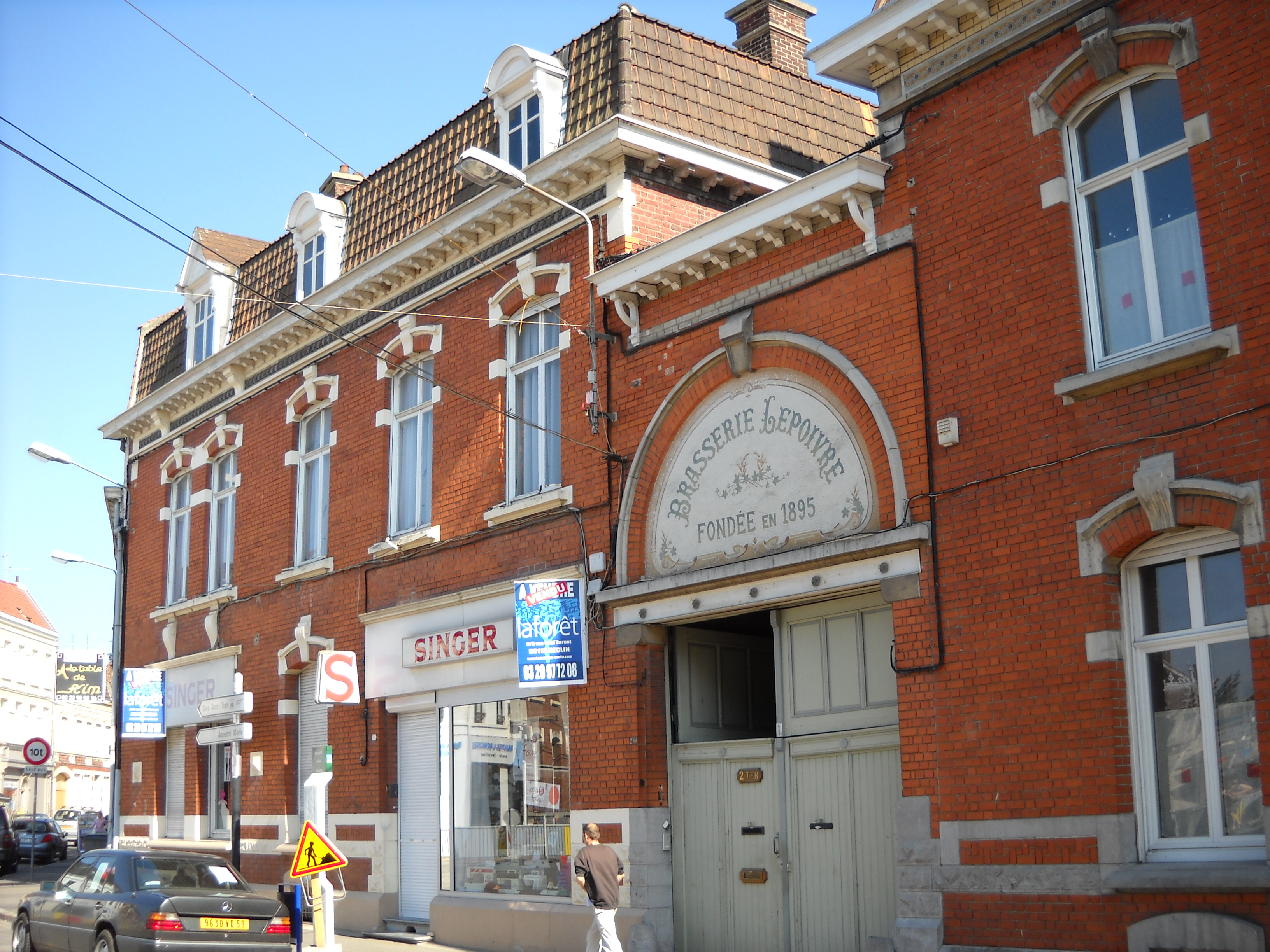
Brasserie Lepoivre à Seclin.

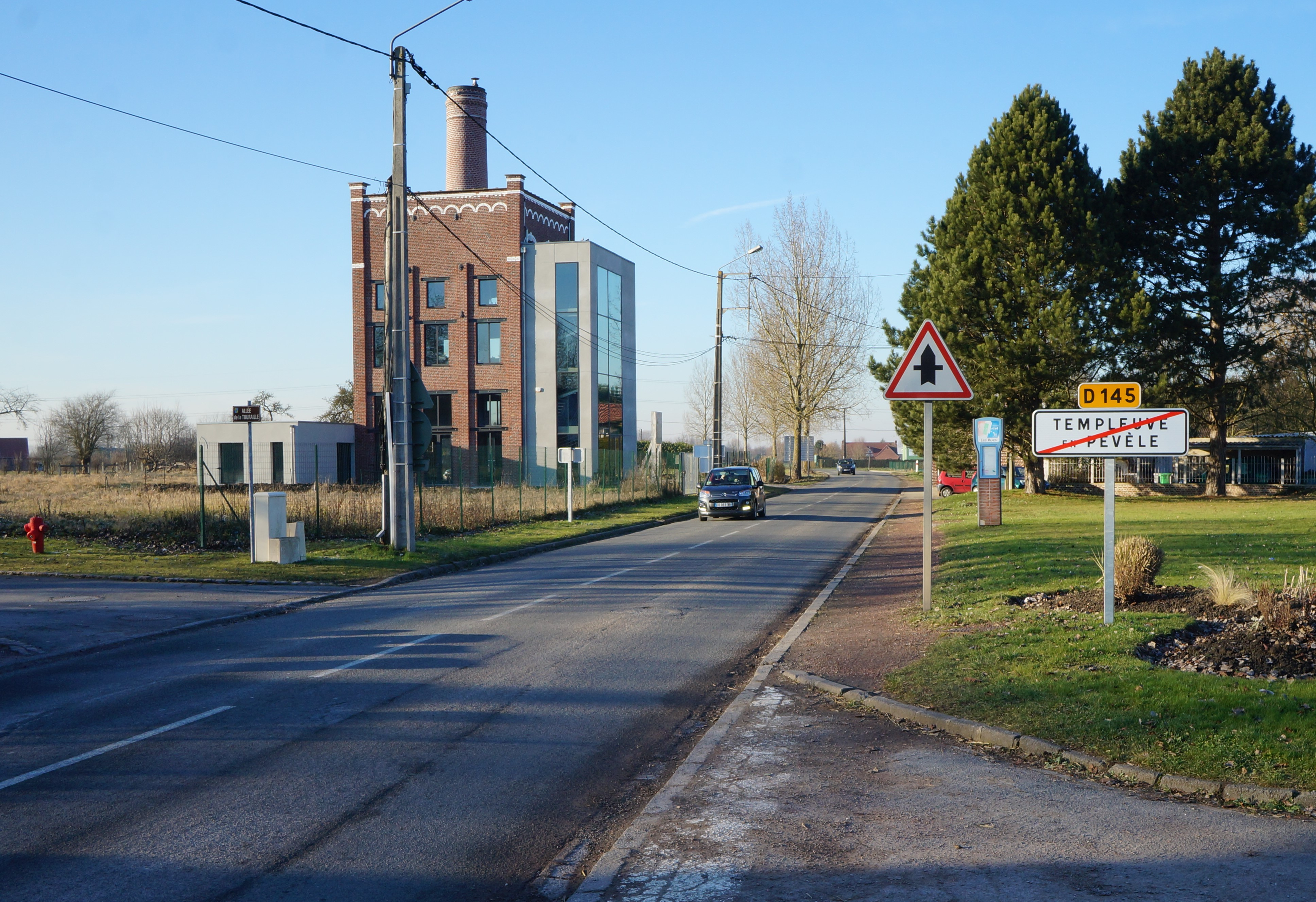
Tour de l'ancienne brasserie Lambelin à Templeuve.

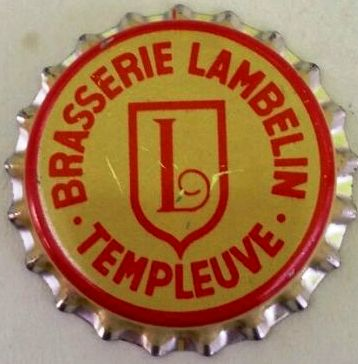
Capsule de la brasserie Lambelin.

- Seclin : Brasserie, malterie dite Brasserie-malterie Delcambre, puis Pontfort Descloquemant, puis Pontfort frères, puis Pontfort (XVIIIe siècle)
- Seclin : Brasserie, malterie dite Brasserie-malterie Leclercq Descloquemant, puis Leclercq frères
- Sepmeries : Brasserie Dervilers et Brasserie coopérative au 244 rue de Valenciennes
- Sin-le-Noble : Brasserie, usine de boissons non alcoolisées dite Brasserie coopérative la Prolétarienne
- Somain : Brasserie Laden Wallez
- Steenbecque : Brasserie Fieux Ballois puis Fieux Brunet
- Steenbecque : Brasserie Deblonde puis Wattew Deblonde
- Steene : Brasserie, malterie dite Brasserie-malterie Leulliette, puis Cockempot Leulliette
- Steenvoorde : Brasserie Vanhove Colpaert, puis Dequeker Vanhove
- Steenvoorde : Brasserie, malterie dite Brasserie-malterie Dufour, puis Verschaeve Schipman, puis Verschaeve Antoine
- (Steenwerck): Brasserie Malterie Saint-Georges H Plouvier Pruvost
- Taisnières-en-Thiérache : Brasserie Banteignie
- Templeuve : Brasserie malterie Lambelin
- Vieux-Reng : Brasserie Grenier
- Villers-Pol : Brasserie Monier
- Villers-Sire-Nicole : Brasserie, malterie dite Brasserie-malterie Mathieu au 9 bis rue des Combattants d'Afrique-du-Nord
- Villers-Sire-Nicole : Brasserie malterie coopérative puis brasserie malterie Doué.
- Wambrechies : Brasserie dite Brasserie Catry
- Wambrechies : Brasserie Tandem
- Wattignies : Brasserie coopérative l'Amiteuse
- Wattignies : Brasserie Hocedez Becquart
- Wattrelos : Brasserie coopérative l'Union de Roubaix Wattrelos
- Wignehies : Brasserie, malterie dite Brasserie-malterie coopérative l'Idéale
- Winnezeele : Brasserie Donat Cattoen, puis Donat Callven, puis Decroocq[3]

### Autres anciennes brasseries du Nord
- Aubigny-au-Bac : Brasserie du Cambier
- Coudekerque-Branche : Brasserie Carlier, puis dite Brasserie moderne
- Coudekerque-Branche : Brasserie Vannoorenberghe, puis dite de l'Espérance
- Hélesmes : Brasserie Boissau
- Hélesmes : Brasserie Copin
- Lewarde : Brasserie Ch. Simon
- Orchies : Brasserie Delobelle
- Potelle : Brasserie Jean-Baptiste Cacheux, puis Brasserie Caffieri-Cacheux
- Dunkerque :Rosendaël : Brasserie Deboës, puis dite Brasserie de l'Étoile, puis Brasserie réunies Deboës & Cie
- Marcq-en-Barœul : Brasserie Vanderhaghen

## Anciennes brasseries du département du Pas-de-Calais
Le terme brasserie est recensé à 120 reprises au titre de l'inventaire général du patrimoine culturel .

### Répertoriées à l'inventaire général du patrimoine culturel
- Achicourt : Brasserie, malterie dite brasserie-malterie Charlet
- Acq (Pas-de-Calais) : Brasserie, malterie dite brasserie-malterie Cauchy Cuisinier, puis Cauchy
- Acq (Pas-de-Calais) : Brasserie, malterie dite brasserie-malterie Cuisinier
- Aire-sur-la-Lys : Ancienne brasserie-malterie de la Lys
- Aire-sur-la-Lys : Brasserie, malterie dite brasserie-malterie Lecerf
- Aire-sur-la-Lys : Brasserie, malterie dite brasserie-malterie Lefevre, puis Cossart, puis Cabaret, puis Verhille, puis Verhille Bataille
- Aire-sur-la-Lys : Brasserie-malterie Noucke, puis Bar, puis Tierny, dite brasserie-malterie de la Lys
- Aire-sur-la-Lys : ferme, brasserie, malterie dite brasserie-malterie Dequiedt
- Aix-Noulette : Brasserie, malterie, usine de boissons non alcoolisées dite brasserie-malterie Delay, puis Durand Decoin, puis Dubois Vaillant, puis Brasme puis usine de boissons non alcoolisées Jane
- Alincthun : Brasserie-ferme
- Allouagne : Brasserie malterie dite brasserie-malterie Tipret, puis Aviez, puis Duquesnes, puis Duquesnes et Vandermersch ou des Houillères
- Alquines : Brasserie Lay
- Arques : Brasserie Vandamme
- Arras : Brasserie Petit Barbier
- Arras : Brasserie, malterie dite brasserie-malterie Desplanques Bunoust
- Aubigny-en-Artois : Brasserie, malterie dite brasserie-malterie Binaut, puis Cochet
- Auchy-au-Bois :  sucrerie, brasserie, malterie dite brasserie-malterie Lombard, puis Lombard Evrard
- Audruicq : Brasserie Dubroeucq, actuellement magasin de commerce
- Audruicq : Brasserie Menné
- Audruicq : Brasserie Stoclin, puis Anquez
- Audruicq : Brasserie, malterie dite brasserie-malterie Stopin Louf, puis Gresset, puis Brasserie de l'Étoile.
- Audruicq : Brasserie, usine génératrice d'énergie dite brasserie Cocquerez, puis usine génératrice d'énergie le Nord Électrique
- Avion : Brasserie Courtin
- Bénifontaine : Brasserie Delomel, puis Castelain
- Béthune : Brasserie, malterie dite brasserie-malterie Flament, puis Boulinguez Fouant
- Bomy : Brasserie, malterie dite brasserie-malterie Clevet, puis Blondel Hurtevent
- Boubers-sur-Canche : Brasserie Tahon, puis Lemaire Tahon
- Boubers-sur-Canche : Brasserie, cidrerie, distillerie dite brasserie Talmant Frères, puis Georges Philippe, puis cidrerie-distillerie Bécourt
- Boulogne-sur-Mer :  Couvent d'Ursulines (XVIIe siècle)
- Boulogne-sur-Mer : Brasserie Saint Louis, détruite par les bombardements anglais de 1943.

- Bourecq : Brasserie, malterie dite brasserie-malterie Vermeesch, puis Vermeesch Hurprel
- Bouvigny-Boyeffles : Brasserie, malterie dite brasserie-malterie Souplet
- Bruay-la-Buissière : Brasserie, malterie dite brasserie-malterie Dourlens
- Bruay-la-Buissière : Brasserie, malterie dite brasserie-malterie la Bruaysienne
- Burbure : Brasserie Brevière Léon, puis Douchet Brevière
- Camblain-Châtelain : Brasserie Lengrand, puis Deleplanque Lengrand, puis Lengrand
- Camblain-l'Abbé :  ferme, brasserie, malterie dite brasserie-malterie Masclef, puis Durannel Masclef, puis Mercier, puis Deusy, puis Sauvage, puis Desplanques, puis Brasme
- Cambrin : Brasserie coopérative ouvrière l'Union
- Carvin : Brasserie moderne de Carvin  Brasserie moderne de Carvin.

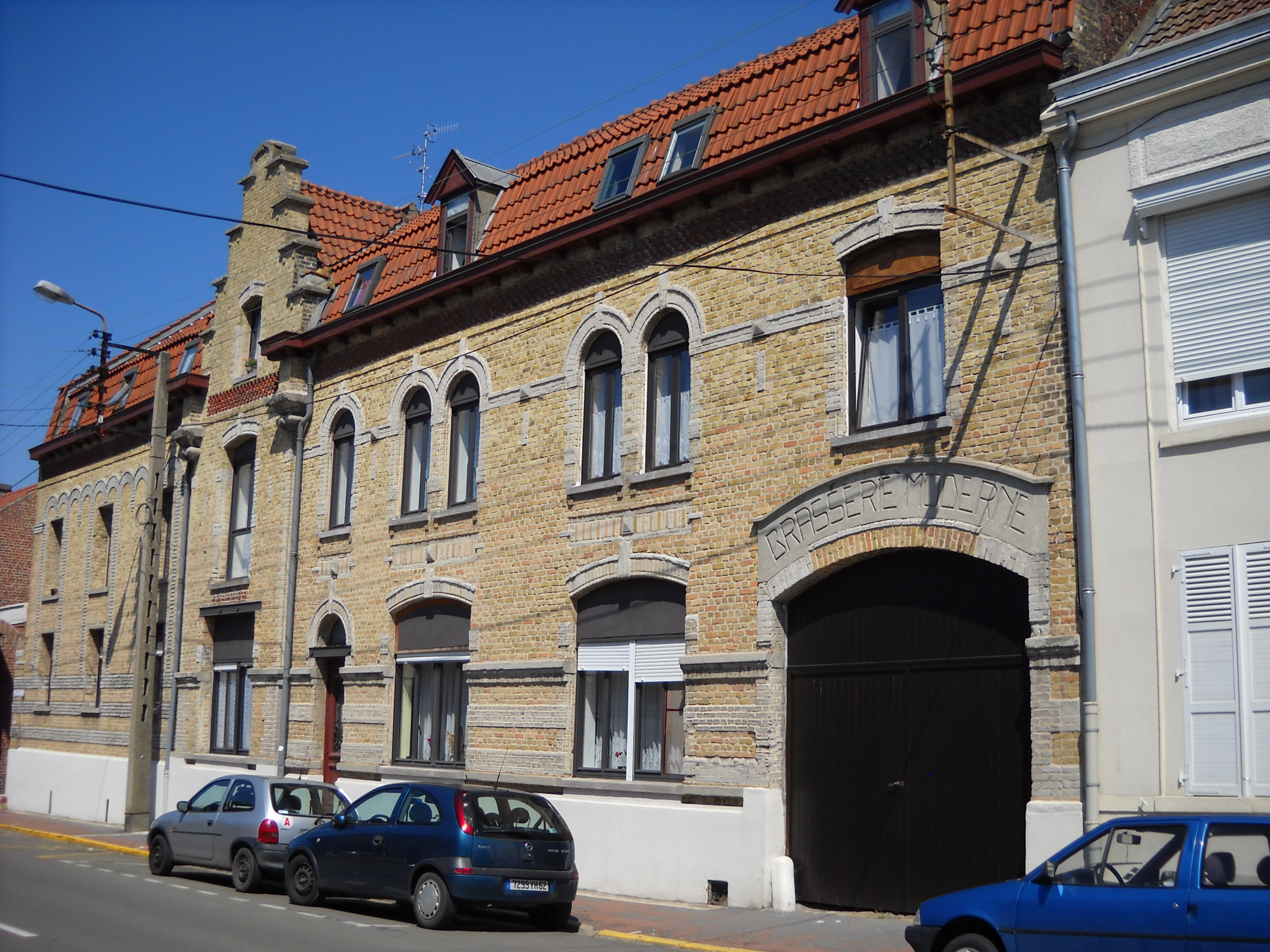
Brasserie moderne de Carvin.

- Chocques : Brasserie, malterie dite brasserie-malterie Parent, puis Parent Belin, puis Bracq
- Coulogne : ferme, brasserie dite brasserie Martin Bellynck, puis Bellynck Chrétien
- Courcelles-lès-Lens : Brasserie, malterie dite brasserie-malterie Peugniez, puis Peugniez Clabaut
- Delettes : Brasserie, malterie dite brasserie-malterie Delétré Rischebé
- Diéval : Brasserie Poitevin
- Dury : Brasserie, malterie dite brasserie-malterie Honoré, puis Silvain
- Ecourt-Saint-Quentin : Brasserie Belle
- Ecoust-Saint-Mein : Brasserie, malterie dite brasserie-malterie Bachelet, puis Wemaere Bachelet
- Ecques : Brasserie, malterie dite brasserie-malterie Canler, puis Canler Laheyne, puis Canler Dervaux
- Ecques : Brasserie, malterie dite brasserie-malterie Herman
- Ecques : Brasserie, malterie dite brasserie-malterie Risbourgue Cattez
- Enquin-les-Mines : Brasserie Pruvôt Boutin
- Enquin-les-Mines : Brasserie malterie, actuellement magasin de commerce
- Étaples : Brasserie Delaporte, puis Géneau Delaporte, puis Caloin (XVIIIe siècle)

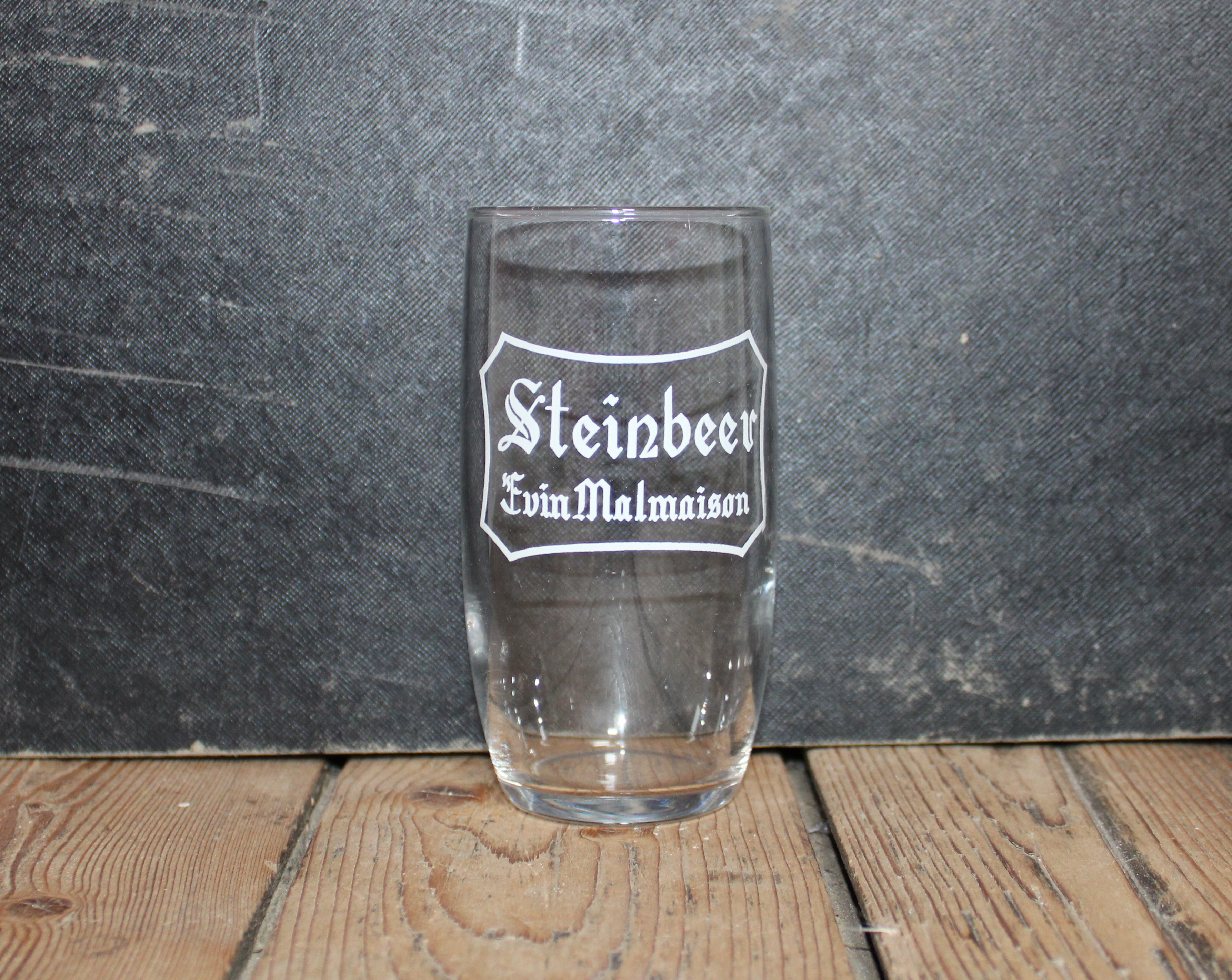
Vieux verre à bière de la brasserie Steinbeer.

- Evin-Malmaison : Brasserie, malterie dite brasserie-malterie coopérative d'Evin-Malmaison, puis Steinbeer, puis Forest
- Fampoux : Brasserie, malterie dite brasserie-malterie Bécu
- Fauquembergues :  distillerie, brasserie, malterie dite distillerie Senlecq, puis brasserie Savaete
- Ferfay : Brasserie, malterie dite brasserie-malterie Georges Guilbert
- Fruges : Brasserie, malterie dite brasserie Paul Thillier
- Gonnehem : Brasserie, malterie dite brasserie-malterie Tsar, puis Delepine Louis, puis Delepine Dussossoy
- Graincourt-les-Havrincourt : Brasserie Dumont Alfred
- Grévillers : Brasserie Guilbert
- Guemps : Brasserie, malterie dite brasserie-malterie Paris, puis Durie
- Hardinghen : Brasserie, malterie dite brasserie-malterie Bigot, puis Bonningues, puis Broutta Bonningues, puis Bonningues Broutta, puis usine de boissons non alcoolisées La Gosse
- Havrincourt : Brasserie, malterie dite brasserie-malterie Derguesse, puis Labiau, puis Defontaine Vallée et Cie
- Hesdin : Brasserie, malterie dite brasserie-malterie Georges, puis Cousin (XVIIe siècle)
- Heuchin : Brasserie Rolland
- Heuringhem : Brasserie Podevin, actuellement atelier de réparation
- Houdain : Brasserie, malterie dite brasserie-malterie Devaux Achille, puis Devaux Edouard, puis Devaux Delos
- Houdain : Brasserie, malterie dite brasserie-malterie Ernest Damay, puis Damay frères
- Houlle : Brasserie, puis distillerie Decocq, puis Paul Lafoscade fils, puis Persyn
- Hucqueliers : Brasserie Plamont
- Lambres : Brasserie Morel, puis Stoven, puis Danvin
- Leforest : Brasserie, malterie dite brasserie-malterie coopérative de Leforest
- Lillers : Brasserie, malterie dite brasserie-malterie Caboche-Laversin Lillers Brasserie Caboche

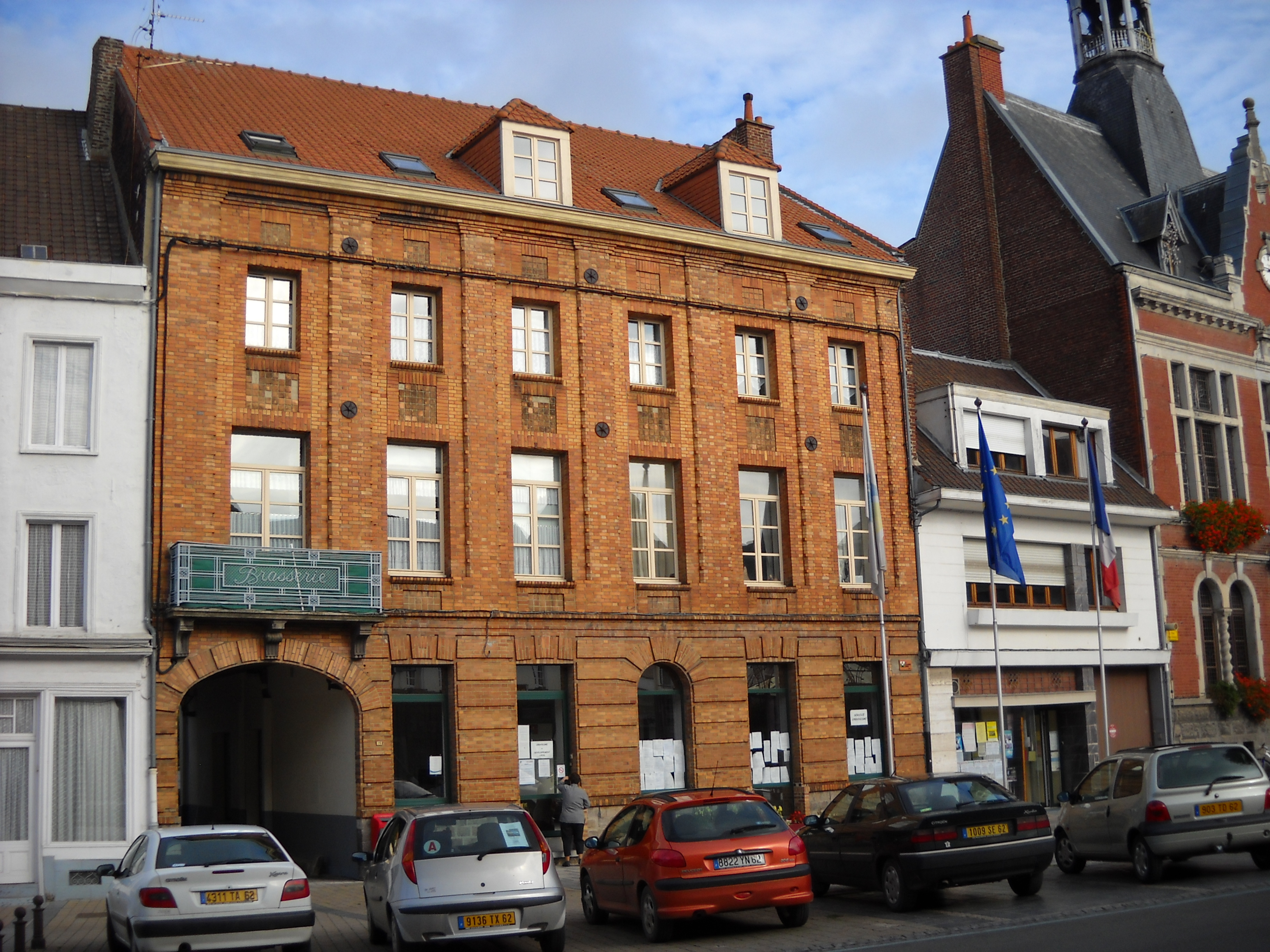
Lillers Brasserie Caboche

- Longfossé : Brasserie Féramus, puis Bouillet, puis Lafoscade, puis Graffigne
- Loos-en-Gohelle : Brasserie Hay
- Mametz : Brasserie, malterie dite brasserie-malterie Robin, puis Waguet, puis Quetu
- Marœuil : Brasserie, malterie dite brasserie-malterie Deplanque Cuisinier, puis Cuisinier Bécourt
- Marquise : Brasserie, malterie dite brasserie-malterie Hénon Batel, puis Vitse, puis Carpentier
- Metz-en-Couture : Brasserie Manoury Corbier
- Montreuil :  hôtel particulier, brasserie Friocourt, puis Linglin, puis Lechêne Penez, puis Bloeme, puis Pruvost, puis Vigneron Pruvost
- Méricourt : Brasserie Chopin Brevière
- Neufchâtel-Hardelot : Brasserie, malterie dite brasserie-malterie Decatour, puis Soyeux Delattaignant, puis Marminia
- Nortkerque : Brasserie Vandenbussche, puis Grondel, puis Decrosse Marquant
- Noyelles-Godault : Brasserie, malterie dite brasserie-malterie Blondeau, puis Macquart Dupuich
- Pernes : Brasserie, malterie dite brasserie-malterie Leleu, puis Leleu Choquet
- Pernes : Brasserie, malterie dite brasserie-malterie Salmon frères
- Pont-à-Vendin : Brasserie, malterie dite brasserie-malterie coopérative ouvrière
- Le Portel : Brasserie
- Le Portel : Brasserie Delplanque-Nacry
- Ransart : Brasserie, malterie dite brasserie-malterie Régnier Dubois, puis Régnier Forgeois
- Renty : Brasserie, malterie dite brasserie-malterie Louvel, puis Veillard Lourdel
- Rivière :  sucrerie, brasserie, malterie dite sucrerie Grard, Dujardin et Cie, puis brasserie-malterie Caron
- Roquetoire : Brasserie Caron, puis Desmarle
- Roquetoire : Brasserie malterie Bedague, actuellement magasin de commerce
- Ruitz : Brasserie malterie Calonne
- Ruminghem : Brasserie Decroix Wallaere, puis Hermant Decroix, puis Gaston Hermant
- Ruminghem : Brasserie Mallevay, puis Léon Hermant
- Saint-Étienne-au-Mont : Brasserie Grondel, puis Brasserie alsacienne ou Rose
- Saint-Folquin : Brasserie Louf, puis Vandewalle
- Saint-Léonard : Brasserie Facon, puis Carpentier
- Saint-Martin-au-Laërt : Brasserie, malterie dite brasserie-malterie Mahieu, puis Louf, puis Louf Roussel
- Saint-Omer : Brasserie Hopsomer
- Saint-Omer : Brasserie Sion Avot, puis Hache Calonne, puis Hache Calonne et Delecourt, puis brasserie artésienne, puis brasserie des Caves Saint-Arnould, puis Heineken
- Saint-Omer :  tannerie, puis négoces de vins Danel, puis brasserie malterie Dumont, actuellement cabinet d'architectes
- Sainte-Marie-Kerque : Brasserie Touzard
- Salperwick : Brasserie Bled, actuellement gîte rural
- Samer : Brasserie
- Samer : Brasserie, tuilerie, briqueterie, usine de chaux dite établissements Geneau
- Tingry : Brasserie Baillet
- Tortefontaine :  Abbaye de Dommartin
- Tournehem-sur-la-Hem : Brasserie Vandroy, puis Podevin, actuellement magasin de commerce
- Valhuon : Brasserie Villers, puis Duhautoy
- Vieille Chapelle : Brasserie Devaux
- Le Wast : Brasserie Noël, puis Calonne
- Wavrans-sur-l'Aa : Brasserie Casimir Gressier, puis Roëls Legrand, puis Bédague Roëls, puis Verdure, puis Jules Bracquart, actuellement magasin de commerce
- Wimille : Brasserie Fidon Bertèche, puis Choteau
- Wimille : Brasserie Lebeurre Guilbert, puis Lebeurre Cappelle, puis Lebeurre Duchateau
- Zouafques : Brasserie Carton, actuellement entrepôt agricole
- Zutkerque : Brasserie Lambin, puis Bertheloot, puis Duval

### Autres anciennes brasseries du Pas-de-Calais
- Annezin : Brasserie Foubert
- Beuvry : Brasserie Delepoulle
- Biache-Saint-Vaast : Brasserie, malterie Gonse-Lantoine
- Burbure : Brasserie Decroix Octave et Jules puis Rousseaux Marcel puis Rousseaux Pierre.

## Brasseries actuelles[4]
- Aire-sur-la-Lys : Brasserie Airoise
- Aix-Noulette : Brasserie Saint-Germain
- Arleux : Brasserie la Flamine
- Arques : Brasserie Goudale
- Armentières : Brasserie Motte-Cordonnier
- Arras : L'arras'in[5]
- Auchy-les-Mines : brasserie artésienne
- Avelin : Brasserie des Barbes Blanches
- Bailleul : Brasserie Beck
- Bailleul : Brasserie Bellenaert
- Bavay : Brasserie Theillier
- Beaurainville : Brasserie Quentovic
- Bénifontaine : Brasserie Castelain
- Camphin en Carembault : Brasserie DePlus
- Cappelle-en-Pévèle : Brasserie La Mousserie[6]
- Carvin : Brasserie de mai
- Carvin : Brasserie Drache
- Croix : Brasserie Cambier
- Dunkerque : Brasserie Osseus
- Ennevelin : Brasserie du Pavé
- Esquelbecq : Brasserie Thiriez
- Etaing : Brasserie des 7 bonnettes[5]
- Gavrelle : Brasserie paysanne de l’Artois[5]
- Gussignies : Brasserie Bailleux
- Haisnes : brasserie artésienne
- Hénin-Beaumont : Ferme Brasserie de Beaumont
- Hordain : Brasserie La Choulette
- Huby-Saint-Leu : Brasserie la Saint Loupoise
- Jenlain : Brasserie Duyck
- La Chapelle-d'Armentières : Brasserie Lepers
- Le Cateau-Cambrésis : Brasserie historique de l'abbaye du Cateau
- Le Quesnoy : Brasserie Traditionnelle de l'Avesnois
- Lille : Brasserie Gobrecht
- Lille : Brasserie du Singe Savant
- Lille : Brasserie Célestin (micro-brasserie)[7]
- Marquette-lez-Lille : Brasserie Célestin (brasserie artisanale)[8]
- Marquillies : Brasserie de la ferme des Mottes
- Merville : Brasserie du Caou
- Merville : Brasserie du Pays Flamand
- Merck-Saint-Liévin : Brasserie de la haute vallée de l'Aa
- Méteren : Brasserie De Kastbier
- Monceau-Saint-Waast : Brasserie Monceau Saint Vaast
- Monchiet : Brasserie du sanglier
- Mons-en-Barœul : Brasserie du Pélican
- Neuville-en-Avesnois : Brasserie Dreum
- Ostricourt : Brasserie TKB
- Quérénaing : Brasserie Terre et Tradition
- Riencourt-lès-Cagnicourt : L’Estoupette[5]
- Rivière : Brasserie coopérative La Rivière[5]
- Roëllecourt : Brasserie Brebis Galeuse (micro-brasserie)
- Roeux : Brasserie John's beer
- Roncq : Brasserie Lilloise[9]
- Saint-Amand-les-Eaux : Brasserie des Sources
- Saint-André-lez-Lille : Brique House Brewery[10]
- Saint-Léonard : Brasserie chromatique
- Saint-Omer : Brasserie de Saint-Omer
- Saint-Omer : Brasserie audomaroise
- Saint-Pol-sur-Ternoise : Micro-brasserie de la Poste
- Saint-Sylvestre-Cappel : Brasserie de Saint-Sylvestre
- Samer : Brasserie Silviacus
- Tardinghen : Brasserie des 2 caps
- Valenciennes : Brasserie au Dela
- Villeneuve-d'Ascq : Brasserie artisanale Moulins d'Ascq
- Wailly : L'Intemporelle[5]
- Wimereux : Brasserie du Goulot (Baston)